# Hakoah Maccabi Amidar Ramat Gan
L'Hakoah Maccabi Amidar Ramat Gan (in ebraico הכח מכבי עמידר רמת גן‎?) è una società calcistica israeliana con sede a Ramat Gan. Gioca nella Liga Leumit, la seconda serie del campionato israeliano.

## Storia
La società fu fondata nel 1959 in seguito alla fusione tra le società Hakoah Tel Aviv e Maccabi Ramat Gan, con il nome di Hakoah Maccabi Ramat Gan.
Nel 1962 il club viene promosso in Liga Leumit, al tempo prima divisione; nella sua prima stagione chiude al terz'ultimo posto. Già nella stagione 1964-65 arriva il primo titolo, vinto battendo nella differenza reti l'Hapoel Petah Tiqwa. Nel 1969 arriva anche la prima vittoria nella Coppa di Stato, in seguito al 2-0 contro il Maccabi Sha'arayim. Il successo viene bissato due anni dopo, nel 1971, battendo 2-1 il Maccabi Haifa.
Nella stagione 1972-73 arriva il secondo titolo nazionale, ma non riesce il double poiché la squadra viene sconfitta 2-0 nella finale di Coppa di Stato dall'Hapoel Gerusalemme. L'anno successivo, dopo un piazzamento al penultimo posto, la salvezza arriva negli spareggi promozione/retrocessione. Salvezza che giunge anche nella stagione seguente, quando la Federazione decide di espandere la lega da 16 a 18 squadre.
Nella stagione 1977-78 arriva la retrocessione. La squadra comunque vince subito la Liga Artzit e torna immediatamente nella massima serie, salvo scendere nuovamente di categoria dopo una sola stagione al massimo livello.
Per una nuova promozione la squadra deve attendere il 1982-83, ma una nuova retrocessione arriva nel 1984-85.
Alla fine degli anni ottanta, la squadra sprofonda addirittura in Liga Alef, la terza serie, ma riesce in breve tempo a riguadagnare la cadetteria.
Nel 1994 l'Hakoah è coinvolto in un caso di combine e riceve pesanti penalizzazioni in punti, nonché un divieto di acquisto di calciatori stranieri. Nella sua permanenza nella cadetteria conquista per 3 volte la Toto Cup di categoria.
Alla fine della stagione 2001-02, nonostante un settimo posto in Liga Leumit (divenuta la seconda serie), la federazione decide di declassare la squadra a causa di problemi finanziari, che nel settembre 2002 rischiano di portare alla cancellazione della squadra. Il salvataggio giunge in extremis tramite denaro giunto all'ultimo momento, in parte fornito persino dai tifosi.
Nonostante i seri problemi, la squadra riesce a vincere subito il torneo di terza divisione, tornando immediatamente in Liga Leumit.
Nel 2005 avviene una fusione con la società del Maccabi Ramat Amidar ed il nome della squadra cambia in Hakoah Maccabi Amidar Ramat Gan e nel colore della maglia, al viola della divisa dell'Hakoah, viene aggiunto il giallo del Maccabi.
Forte di questa unione, la squadra conclude la sua prima stagione (2005-06) con la seconda posizione in Liga Leumit e viene promossa nella massima serie, la Ligat ha'Al. Nella sua prima stagione in massima serie dopo 21 anni, arriva un penultimo posto che costringe la squadra ad una nuova retrocessione, a cui segue comunque una promozione. Nella stagione 2008-09 arriva la retrocessione in Liga Leumit.

## Palmarès

### Competizioni nazionali
- Campionato israeliano: 2

1964-65, 1972-73
- Coppa di Israele: 2

1969, 1971
- Supercoppa d'Israele: 1

1965
- Liga Leumit: 1

2007-2008
- Toto Cup Seconda divisione: 3

1996, 1997, 1999

### Altri piazzamenti
- Campionato israeliano:

Terzo posto: 1971-1972
- Coppa d'Israele:

Finalista: 1972-1973
- Coppa di Lega israeliana:

Semifinalista: 2000-2001
- Supercoppa d'Israele:

Finalista: 1969, 1971
- Liga Leumit:

Secondo posto: 2005-2006
Terzo posto: 1994-1995